# Triumph TR6
Triumph TR6 — родстер, що випускався британським автовиробником Triumph з 1968 по 1976 рік. Завдяки хорошому співвідношенню ціна-якість TR6 було продано понад 94 600 одиниць.

## Опис

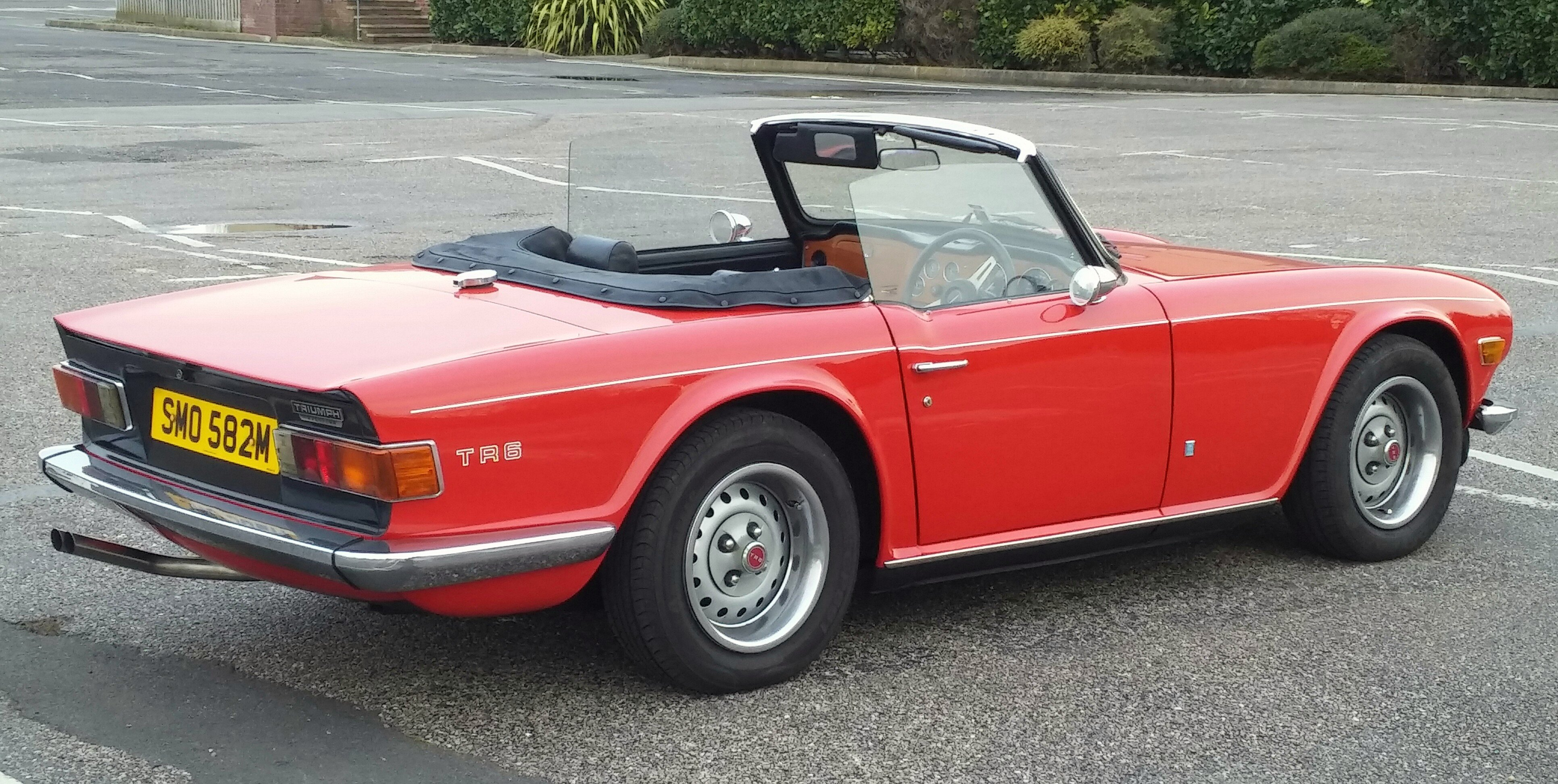

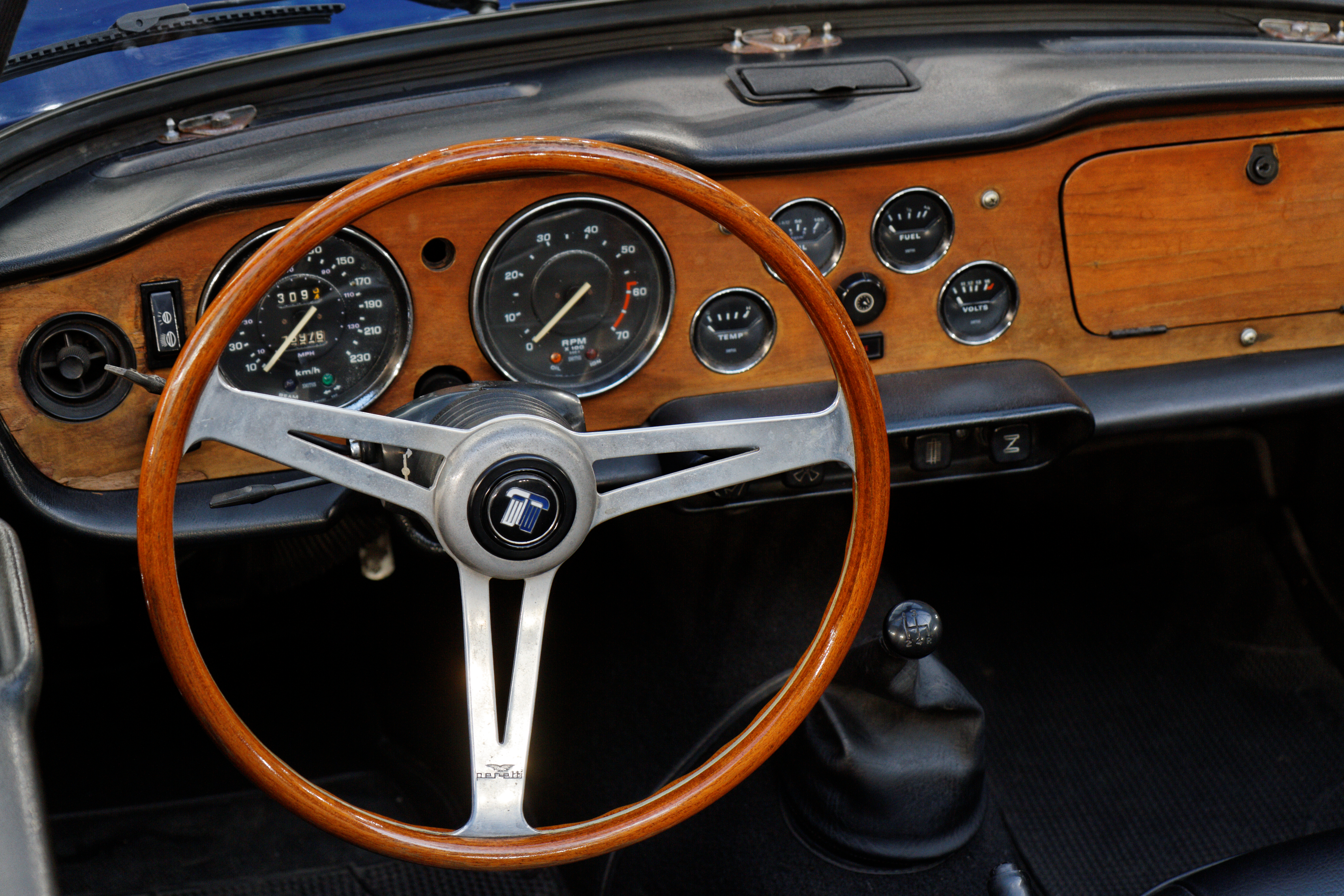

Triumph TR6 був представлений у 1968 році. Шасі, по суті, базувалося на шасі TR4. Дизайн TR6 був розроблений виробником кузовів Karmann з Оснабрюка після того, як попередні моделі TR були розроблені італійцем Джованні Мікелотті, якого більше не було. Лінії кузова TR6 стали більш плавними, ніж у TR5. Поки його не замінив TR7 у липні 1976 року, було виготовлено 96 619 примірників.. Інше джерело припускає, що існує 77 398 американських карбюраторних версій і 13 912 європейських моделей з інжекторами, загалом 91 310 автомобілів, з яких 6 500 американських варіантів і 4 500 європейських версій все ще існують. (станом на 2014 рік)
Європейська версія TR6 (під назвою PI = Petrol Injection) має 6-циліндровий рядний двигун з робочим об’ємом 2,5 літра та механічним уприскуванням у впускний колектор від Lucas Industries. Він видає 143 к.с., які передаються через 4-ступінчасту механічну коробку передач. Відповідно до норм викидів у США, моделі, що продаються там, мають двигун із подвійним карбюратором, який виробляє від 98 до 106 к.с. Починаючи з 1973 року, транспортні засоби, що постачалися в Європу, також отримували слабший двигун зі зниженою потужністю до 123 к.с. TR6 має дискові гальма на передній осі та барабанні гальма на задній осі.
З додатковим жорстким дахом TR6 можна перетворити на Grand Touring Coupé (GT).